# Conchita
|  | Aquest article tracta sobre Conchita. Vegeu-ne altres significats a «Conchita (desambiguació)». |

Concepción Mendivil (Finlàndia, 5 d'octubre de 1980), més coneguda com a Conchita, és una cantautora espanyola, encara que nasqué a Finlàndia.

## Biografia
Finlandesa de naixement però madrilenya de cor, reconeix ser una apassionada de la música, amb un gust eclèctic (cita com a principals referències seves a gent com Carlos Chaouen, Jorge Drexler, Tontxu, Antonio Vega, Los Piratas, Quique González, Corinne Bailey Rae i clàssics de la música francesa com Édith Piaf). Recorda que amb un teclat feia cançons i les gravava a un casset, afició que augmentà des que a l'edat de quinze anys li regalaren la seva primera guitarra i començà a tocar-la i a practicar amb ella.
Unes amigues la convenceren a pujar a l'escenari l'any 2000 amb només divuit anys a la Sala Montacargas. A partir d'aquell moment començà un recorregut per diferents sales del circuit musical de Madrid juntament amb el guitarrista Xavier Aguirre.
Es presentà a diversos concursos i quedà finalista al de La Latina. L'any 2001 gravà les seves primeres maquetes, compartí escenaris amb la nova generació de cantautors i participà en projectes col·lectius com el dels quinze nous cantautors, llançat per l'estudi Gran Vía, compaginant tot això amb els seus estudis de magisteri infantil i els seus treballs com a professora particular.

### 2007-2008:Nada más
L'any 2006 és fonamental a la seva curta carrera: una de les seves maquetes arriba a la discogràfica Nena Music, que li ofereix gravar el seu primer disc, que fou produït per Logan (Juan Luis Giménez) i amb col·laboració d'Antonio Vega en una de les cançons.
El disc sortí al febrer de 2007 amb el títol de Nada más i l'artista realitzà una extensa gira de presentació. Entrà a la llista dels més venuts del país en la seva primera setmana de llançament. L'any 2008 aconseguí ser disc de platí amb 80.000 còpies venudes.
La gira de concerts continuà fins a l'octubre de 2008, mes en el qual la compositora viatjà a Mèxic per presentar el seu dic.

### 2009:4.000 palabras
El seu segon treball, titulat 4.000 palabras, es publicà el 10 de març de 2009. Compte amb catorze cançons, totes compostes, lletra i música, per Conchita, i produïdes per Logan (Juan Luis Giménez). El primer single fou la cançó Cuéntale.

### 2010:Tocando madera
Reedició de 4.000 palabras on hi haurà cançons inèdites que no van entrar al disc i col·laboracions.

### 2012:Zapatos nuevos
Zapatos nuevos és el títol del tercer àlbum de Conchita on el primer senzill s'anomena "La guapa de la fiesta". Zapatos nuevos és un disc amb 11 cançons que mantenen l'essència de Conchita com a compositora.

## Discografia

### Àlbums d'estudi
- Nada más (2007)
- 4.000 palabras (2009)
- Tocando madera (2010)
- Zapatos nuevos (2012)

### Singles
- Tres segundos (2007)
- Nada que perder (2007)
- Puede ser (2008)
- Como te digo eso (2008)
- Cuéntale (2009)
- Tocando madera (2010)
- La guapa de la fiesta (2012)

### Col·laboracions
- "Breaking Free" (en espanyol) - High School Musical (àlbum) (2006)
- "Un año sin hablar" - Amb Logan Juan Luis Giménez (2007)
- "Historias de danzón y de arraval" - Amb Aleks Syntek (2008)
- "Como yo te amo" - Amb Edu Soto (2009)
- "Deseos de cosas imposibles - Amb Leire Martínez (2010)
- "Tocando madera" - Amb Bebe (2010)
- "Desde fuera" - Amb Álvaro Urquijo (2010)

## Premis
| Any  | Resultat  | Categoria                  | Premi               |
| ---- | --------- | -------------------------- | ------------------- |
| 2007 | Premiada  | Sense categoria            | Premis Cadena Dial  |
| 2007 | Candidata | Artista revelació          | Premis Principals   |
| 2008 | Premiada  | Autor revelació            | Premis de la música |
| 2008 | Premiada  | Artista revelació          | Premis de la música |
| 2008 | Premiada  | Artista destacada de l'any | Cadena Dial         |
| 2008 | Premiada  | Artista destacada de l'any | Kiss FM             |